# Aizoanthemum rehmannii
Aizoanthemum rehmannii är en isörtsväxtart som först beskrevs av Schinz, och fick sitt nu gällande namn av Franz Xaver von Hartmann. Aizoanthemum rehmannii ingår i släktet Aizoanthemum och familjen isörtsväxter. Inga underarter finns listade i Catalogue of Life.